# Аріозо
Аріо́зо (італ. arioso — співуче, подібно до арії) — вища речитативна форма, яка різко відрізняється від низьких форм: сухого речитативу (recitativo secco) і речитативу в темпі (а tempo) — великим мелодійним вмістом у партії голосу та великим інтересом і складністю в акомпанементі.
Аріозо — сольний вокальний номер в опері (кантаті, ораторії), різновидність арії, від якої відрізняється меншим розміром і наспівно-декламаційним характером (наприклад, аріозо Тараса «Що у світі є святіше понад наше побратимство» в опері Лисенка «Тарас Бульба»). 
Аріозо — це також вокальний твір невеликих розмірів, що не має певної форми, як, наприклад, пісня, що пишеться у колінному складі; за об'ємом вона відповідає арієтте. В новітній час багато композиторів дають невеликій арії назву аріозо. Зразками аріозо можуть служити вагнерівські співочі речитативи.
Аріозо виникло з мелодичного речитативу.